# Docteur Quinn, femme médecin
Docteur Quinn, femme médecin (Dr Quinn, Medicine Woman) est une série télévisée américaine en un épisode pilote de 90 minutes, 148 épisodes de 44 minutes et deux téléfilms de 90 minutes, créée par Beth Sullivan et diffusée entre le 1er janvier 1993 et le 16 mai 1998 sur le réseau CBS.
En France, la série a été diffusée à partir du 14 septembre 1993 sur M6 puis rediffusée sur Série Club, Téva, Gulli et 6ter, ainsi qu'en Belgique sur RTL TVi, CLUB RTL, La UNE puis AB3 et au Québec à partir du 30 mai 2008 sur Historia. Puis à partir du 27 janvier 2025 sur 6ter.

## Synopsis
Cette série se déroule à Colorado Springs dans l'Ouest sauvage américain, et débute en 1867. Elle met en scène une femme médecin originaire de Boston, Michaëla Quinn, aussi appelée « Dr Mike », venue s'installer à Colorado Springs (Colorado) à la mort de son père, afin d'y exercer la profession de docteur en médecine, à l'époque rarement exercée par des femmes.
Elle devient l'amie de Charlotte Cooper, propriétaire d'une pension de famille en ville et mère de trois enfants : Matthew, Colleen et Brian. À la mort de celle-ci, causée par la morsure d'un crotale, Michaela recueille les trois orphelins conformément à la volonté de la défunte. Elle réussit par la suite à s'imposer dans un monde d'hommes et, au fil de la série, à gagner la confiance des habitants.
Michaela se lie aussi avec Byron Sully, un ami des indiens Cheyennes, avec qui elle finira par se marier et avoir un enfant.
| Acteur                        | Personnages             | Doublage                                       |
| ----------------------------- | ----------------------- | ---------------------------------------------- |
| Jane Seymour                  | Dr Michaëla Quinn Sully | Évelyn Séléna                                  |
| Joe Lando                     | Byron Sully             | Maurice Decoster                               |
| Chad Allen                    | Matthew Cooper          | Mathias Kozlowski                              |
| Erika Flores / Jessica Bowman | Colleen Cooper          | Marie-Eugénie Maréchal                         |
| Shawn Toovey                  | Brian Cooper            | Patricia Legrand / Donald Reignoux (téléfilms) |

### Acteurs récurrents
| Acteur                             | Personnages                 | Doublage                                                            |
| ---------------------------------- | --------------------------- | ------------------------------------------------------------------- |
| Orson Bean                         | Loren Bray                  | Michel Gudin (saisons 1-4) puis Philippe Dumat (saisons 5-6)        |
| Jim Knobeloch                      | Jake Slicker                | Georges Caudron (saisons 1 et 3 à 6) puis Pierre Laurent (saison 2) |
| Geoffrey Lower                     | le révérend Timothy Johnson | Jean-Philippe Puymartin puis Renaud Marx puis Bernard Bollet        |
| Frank Collison                     | Horace Bing                 | Claude Rollet                                                       |
| Henry G. Sanders                   | Robert E                    | Jean-Michel Farcy                                                   |
| Jonelle Allen                      | Grace                       | Caroline Jacquin                                                    |
| William Shockley                   | Hank Lawson                 | Gabriel Le Doze                                                     |
| Larry Sellers                      | Nuage Dansant               | Jean-Michel Farcy                                                   |
| Barbara Babcock                    | Dorothy Jennings            | Marie-Martine                                                       |
| Haylie Johnson                     | Becky                       | Chantal Macé                                                        |
| Helene Udy                         | Myra Bing                   | Sophie Arthuys                                                      |
| Jennifer Youngs                    | Ingrid                      | Nathalie Régnier                                                    |
| Jason Leland Adams                 | Preston A. Lodge            | Éric Legrand                                                        |
| Michelle Bonilla puis Alex Meneses | Teresa Morales Slicker      | Virginie Méry                                                       |
| Brandon Douglas                    | Dr. Andrew Cook             | Gilles Laurent                                                      |
| Charlotte Chatton                  | Emma                        | Dorothée Jemma                                                      |
| Diane Ladd                         | Charlotte Cooper            | Marie-Martine                                                       |
| Heidi Kozak                        | Emily Donovan               |                                                                     |
| Alley Mills                        | Marjorie Quinn              |                                                                     |
| Elinor Donahue                     | Rebecka Quinn Dickinson     | Sophie Deschaumes                                                   |
| Georgann Johnson                   | Élizabeth Quinn             | Jacqueline Porel (saison 2) puis Paule Emanuele (saisons 3-6)       |
| Anne Lockhart                      | Maureen Quinn               | Céline Monsarrat                                                    |
| Nancy Youngblut                    | Claudette Quinn             |                                                                     |
| Ben Murphy                         | Ethan Cooper                | Claude Giraud                                                       |

## Téléfilms
- 1999 : Une famille déchirée (Dr Quinn Medicine Woman: The Movie)
- 2001 : Dames de cœur (Dr Quinn, Medicine Woman: The Heart Within)

## Commentaires

### À propos du titre
- Le titre francophone de la série n'est pas une traduction fidèle du titre américain. En anglais, « medicine » veut dire médecine ou bien médicament, alors que « médecin » se dit « doctor ». Une traduction plus appropriée du titre original serait donc Docteur Quinn, femme médecine ou bien Docteur Quinn, chamane. En effet, l'expression anglaise « medicine man » ou « medicine woman » est utilisée par les Amérindiens pour désigner les guérisseurs et guérisseuses ainsi que les figures spirituelles de leur culture. D'ailleurs, cette expression est également indiquée sur l'enseigne fabriquée par Byron Sully et offerte à Michaëla Quinn durant le double-épisode pilote de la série. En français, cette expression est souvent traduite par « homme médecine » ou « femme médecine ». Les anthropologues tendent cependant à préférer le terme de « chaman », et son féminin « chamane », pour désigner ce rôle particulier au sein de diverses sociétés ancestrales. Si ce choix de traduction met l'accent sur le caractère féministe de la série, il oublie totalement d'exprimer un des thèmes de la série à savoir les relations Blancs / Amérindiens dans l'Amérique du XIXe siècle.[réf. nécessaire]
- À l'annonce de l’arrêt de la série, le site de Jane Seymour a recueilli plus d'un million de messages de protestation. Conséquence directe : deux téléfilms ont ensuite vu le jour [3].

### Épisode pilote
Michaëla Quinn quitte Boston et sa famille pour vivre une autre vie en tant que médecin dans le Colorado, et plus particulièrement à Colorado Springs. Arrivant en ville, elle a du mal à se faire accepter en tant que femme médecin. Elle se lie d'amitié avec Charlotte Cooper, mère de Matthew, Colleen et Brian. Tous les quatre aident le Dr Mike à s'installer dans sa maison que Sully lui loue pour une petite somme. Mais Charlotte Cooper est mourante ; avant d'expirer, elle demande à Michaëla de prendre la garde de ses trois enfants.
Dans cet épisode, les acteurs ne sont pas tous les mêmes que dans le second épisode et les suivants. Les acteurs du second épisode resteront définitivement, comme Orson Bean (Loren), à l'exception d'Erika Flores, qui partira en cours de saison 3, et dont le rôle de Colleen sera repris par Jessica Bowmann.
- L'épisode Le Premier Cercle raconte la fondation et les débuts du Ku Klux Klan.
- L'épisode De la permanence du changement traite de la théorie de l'évolution de Charles Darwin.
- L'épisode Le corps électrique, saison 5, épisode 21, a comme personnage principal le poète Walt Whitman et aborde la question de son homosexualité.
- French and Saunders a caricaturé la série dans l'épisode Dr Quinn, Mad Woman : le docteur Quinn y est une Amish.

## Distinctions
- Emmy Award 1994 : Meilleure photographie pour l'épisode Voyage à Boston
- Emmy Award 1994 : Meilleures coiffures pour l'épisode Voyage à Boston
- Emmy Award 1995 : Meilleures coiffures pour l'épisode L'Affaire Washington
- Emmy Award 1996 : Meilleures coiffures pour l'épisode Lorsque l'enfant paraît
- Golden Globe 1996 : Meilleure actrice dans une série dramatique pour Jane Seymour

## Livres
Quelques livres ont été écrits sur le thème de la série, en particulier ceux de Dorothy Laudan, Teresa Warifield et Colleen O'Shaughnessy McKenna. Quelques-uns ont été édités en France :
1. Dr Quinn, femme médecin
2. Les Mots du cœur
3. Entre deux mondes
4. Qu'est ce que l'amour ?
5. Un tourbillon d'amour
6. L'Histoire de Sully et d'Abigail
7. Le Destin d'une femme
8. Une nouvelle vie
9. L'Attente de l'amour

## Projets abandonnés
En 2010-2011, soit treize ans après la fin de la série, Beth Sullivan avait l'idée de tourner deux nouvelles saisons qui se passeraient après les événements des téléfilms, considérés aussi comme la septième saison de la série. Mais aucun des acteurs n'y était favorable, et des problèmes d'entente existaient entre Jim Knobeloch et Beth Sullivan qui ont été mariés.
En 2014, il fut également question de produire une autre version de la série originale, mais CBS  (les studios qui produisaient la série) refusa.